# Recordando el show de Alejandro Molina
Recordando el show de Alejandro Molina es un ciclo televisivo argentino creado por Alejandro Dolina y Juan José Campanella, que se emitió en Canal Encuentro desde el 19 de abril de 2011 hasta  el  12 de julio de 2011. A partir del 24 de septiembre y hasta el 24 de diciembre de 2011 fue emitido por la TV Pública Digital todos los sábados a las 21:30 (UTC -3). El programa fue nominado para los Premios Martín Fierro 2011, dentro de la terna "Mejor programa humorístico".

## Sinopsis
Descrito por sus creadores como "un falso documental sobre un programa que nunca existió", recrea la vida de Alejandro Molina, un conductor televisivo que desapareció misteriosamente. El ciclo, guionado por Alejandro Dolina y sus hijos, Ale Dolina y Martín Dolina, es conducido por Charles Ulanovsky (interpretado por Gillespi, en alusión a Carlos Ulanovsky), que repone fragmentos de ese viejo programa y testimonios de quienes lo conocieron.

## Elenco
- Alejandro Dolina como Alejandro Molina
- Natalia Lobo como Beatriz Sarli
- Gillespi como Charles Ulanovsky
- Coco Silly como El representante
- Gabriel Rolón como Lic. Sigmund Freud

### Participaciones
- Miguel Ángel Rodríguez como Dr. Barragán
- Jorgelina Aruzzi como Ivette
- David Masajnik como Vicenzo
- Eduardo Blanco como Jesús
- Juan Sasturain como Melchor
- Martín Policastro como Apóstol Juan
- Rubén Vladimivsky como Apóstol Andrés
- Ezequiel de Almeida como Apóstol Pedro
- Camilo Antolini como Adrián Suárez
- Guillermo Stronatti como Locutor

### Entrevistados
- Héctor Larrea como Héctor Larrea
- Eduardo Blanco como Eduardo Blanco
- Natalia Oreiro como Natalia Oreiro
- Pompeyo Audivert como Juan José Campanella
- Jorge Gerschman como Julio Lobos
- Andrew Vezey como Stan Frías
- Diego Torres como Diego Torres
- Jorge Dorio como Martín Caparrós
- Marcos Mundstock como Marcos Bustos
- Daniel Rabinovich como Guido Alvarenga
- Víctor Hugo Morales como Dr. Washington Tacuarembó
- Elizabeth Vernaci como Rebecca Tatcher
- Gabriel Goity como Helen Curtis
- Karina Beorlegui como Cantante
- Pablo Rago como Pablo Rago
- Alfredo Castellani como Irineo Funes
- Patricio Barton como Tim Burton
- Federico Mizrahi como Músico
- Sebastián Wainraich como Claudio Gianola
- Gabriel Schultz como Fabián Morgado
- Gustavo Kamenestzky como Pascual Angulo
- Ailín Rey como Adela C. de Vatuonne
- Marcos Ferrante como Herodes Gómez
- Roger Cohen como Hansel Muller
- Marina Cohen como Gretel Muller
- Noemi Ron como Tía Irma
- Héctor Vidal como Tío Luis

### Músicos
- Federico Mizrahi
- Manuel Moreira
- Cabernet Vocal

## Episodios
- Capítulo 01: "El símbolo y la cosa" (emisión 19/04/2011)
- Capítulo 02: "El destino" (emisión 26/04/2011)
- Capítulo 03: "La belleza" (emisión  03/05/2011)
- Capítulo 04: "El tiempo" (emisión 10/05/2011)
- Capítulo 05: "Lo perdido" (emisión 17/05/2011)
- Capítulo 06: "Inmortalidad" (emisión 24/05/2011)
- Capítulo 07: "El error" (emisión 31/05/2011)
- Capítulo 08: "Juventud" (emisión 07/06/2011)
- Capítulo 09: "El infierno" (emisión 14/06/2011)
- Capítulo 10: "Rechazos amorosos" (emisión 21/06/2011)
- Capítulo 11: "Muerte y termodinámica" (emisión 28/06/2011)
- Capítulo 12: "Sustituciones" (emisión 05/07/2011)
- Capítulo 13: "Fin del mundo" (emisión 12/07/2011)